# 唐·尼尔森
唐納德·阿爾維德·尼爾森（英語：Donald Arvid Nelson，1940年5月15日—），常被稱為老尼爾森，美国篮球教练、前職籃球員。他被認為是優秀戰術大師、革新者，他發明了控球前鋒概念，保持跑轟攻擊式戰術風格，創造備受爭議的「駭客戰術」。他善於通過球員交易獲得有潛力球員、培養新人，比如諾維茨基、蒙塔·艾利斯、克里斯·穆林等人都是在其培養下成才。在他31年的執教生涯中，勝負場次為1335勝1063負，成為NBA勝場第二多的教練，也是NBA史上贏得最多次年度最佳教練的三人之一（另外兩人為帕特·萊利和格雷格·波波維奇），但至今從未以教練身份獲得過NBA總冠軍。

## 球員生涯
尼爾森1940年生於密歇根州的馬斯基，1962年從愛荷華大學畢業，被芝加哥西風（Chicago Zephyrs，華盛頓奇才前身）選中。賽季結束後被轉手至洛杉磯湖人，在湖人經過平淡的兩個賽季後他合約到期，被波士顿凯尔特人簽下，成為「紅衣主教」阿諾德·奧爾巴赫的弟子。第一個賽季，他表現不錯，75場比賽中平均每場得到10.2分和5.4個籃板，幫助凱爾特人拿到1966年的NBA總冠軍，隨後的九個賽季中，尼爾森發揮穩定，保持了平均場得分在10分以上，幫助球隊奪得1968、1969、1974、1976年的總冠軍，且在1974-1975賽季的投籃命中率為聯盟第一，被認為是凱爾特人歷史上的最佳第六人之一。他最被人熟知的是在1969年的總決賽凱爾特人對湖人的第七場比賽中，最後時刻中投中得分，使凱特爾人贏得冠軍。1976年尼爾森退休。1979年他的19號球衣在波士頓花園球場退休。

## 雄鹿、勇士、和尼克斯的任教

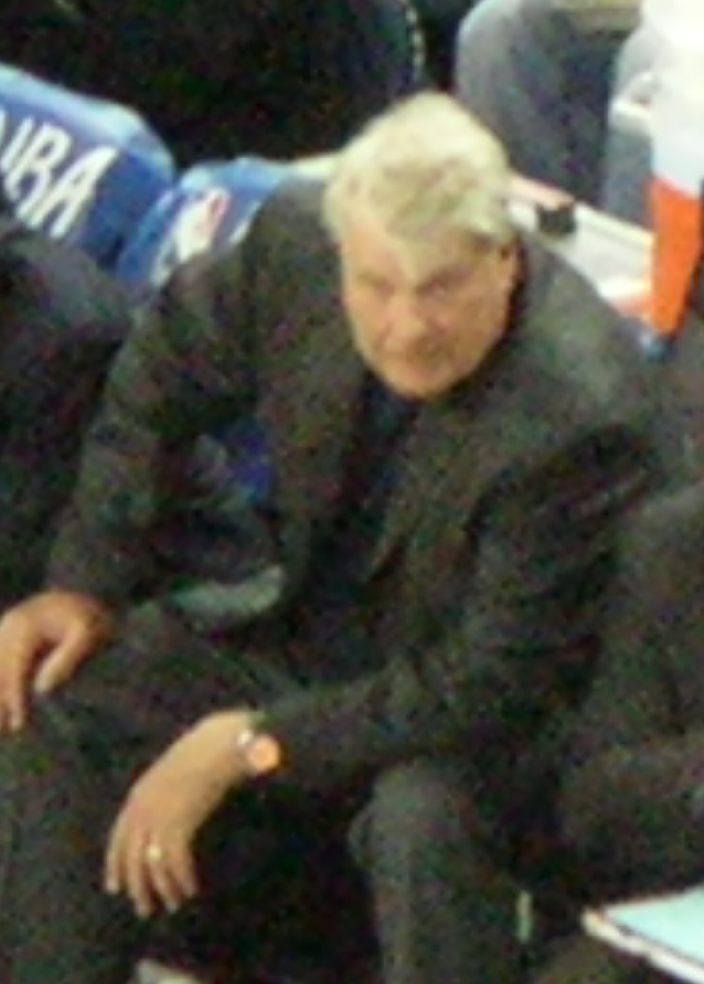
金州勇士總教練尼爾森2009年3月15日出戰鳳凰城太陽

1976年密爾沃基雄鹿主教練拉里·科斯特諾因糟糕的季初戰積（3勝15負）而被解僱，剛剛退休的尼爾森出任雄鹿隊的總經理兼主教練，以27勝37負結束第一個賽季後，他開始對手下的球員進行大手筆的交易與處理，這後來成為他教練生涯中的一大特徵。他將斯文·內特（Swen Nater）送到水牛城勇士（Buffalo Braves，洛杉磯快船前身），在選秀中摘到了後來稱為公鹿隊重要支柱的馬奎斯·約翰遜（Marques Johnson）。球隊的成績開始好轉，之後十年間九次進入季後賽，七次超過50勝，三次進入東部聯盟決賽，卻從未得以進入總決賽。尼爾森也因此獲得1983年和1985年的NBA年度最佳教練榮譽。公鹿的優良成績除去優秀的隊員，全聯盟最好的防守之外也得益於尼爾森提出的超出傳統的場上五個位置之外的控球前鋒的概念，即由小前鋒兼顧進攻與對方鋒線人物的防守，從而造成錯配（dismatch），誘使對方防守體系出現混亂，他使用保羅·普萊希（Paul Pressey）來擔任這一角色，使得西德尼·孟克里夫（Syndey moncrief）等隊員可以大膽進攻。1987年雄鹿再次在季後賽中被老東家波士頓凱爾特人淘汰，他從雄鹿離任，由德爾·哈里斯（Del Harris，後擔任老尼爾森在小牛的助理教練）接任。
1988－1989賽季起尼爾森開始擔任金州勇士的副總裁和總教練，一反他在雄鹿強調的防守風格，將自己後來的特色－跑轟式進攻（run and gun）灌輸入球隊中，以至於曾被戲稱為「田徑隊」。他陣容中的核心人物米奇·裡奇蒙德、蒂姆·哈達威（Tim Hardaway）和克里斯·穆林（Chris Mullin），被人合稱為Run TMC，其花樣百出的進攻手段讓觀眾瞠目結舌，被視作NBA歷史上最強的進攻組合之一。在尼爾森擔任教練的七年中，金州勇士四次進入季後賽，他也被選為1991－1992年的年度最佳教練。但由於缺乏完美的控球前鋒人選，金州勇士始終未能進入聯盟決賽，於是在後期尼爾森將裡奇蒙德交易到了國王隊，引入了比爾·歐文斯（Bill Owens，被認為是NBA歷史上很糟糕的交易之一），購入拉特洛·斯普雷瑞爾（Latrell Sprewell），選入新秀狀元克里斯·韋伯（Chris Webber）進行培養，並邀請馬刺隊的助教格雷格·波波維奇任助理教練，據波波維奇回憶，他那時從未和尼爾森接觸過，突然就接到電話讓他去面試，然後兩人一起吃晚飯很快成為好友。1992－1993年勇士隊以50勝32負進入季後賽，這也是勇士隊2007年前最後一次進入季後賽。韋伯被評為最佳新秀，但隨後尼爾森和韋伯關係惡化。最終韋伯逼勇士隊把自己送到了華盛頓，而老尼爾森也因為戰績不佳（14勝31負）而不得不辭職。
從金州勇士隊辭職後尼爾森被邀請任「夢二隊」主教練參加1994年多倫多籃球世錦賽，最終以137：91痛宰俄羅斯隊獲得冠軍。1995－1996賽季，老尼爾森開始了在纽约尼克斯的教練生涯，儘管戰績不錯（34勝25負），但由於他試圖用尼克斯隊的象徵帕特里克·尤因（Patrick Ewing）去交換初出茅廬的沙奎爾·奧尼爾，這使得他與球員關係惡化，同時他希望用自己的快速攻防來替換尼克斯隊習慣的前任帕特·萊利主張的防守至上也讓隊員不適應，這使得他在96年3月中途離任。96年下半年，當時擔任馬刺總經理的波波維奇辭退了總教練鮑勃·希爾（Bob Hill），有意請老尼爾森出任馬刺總教練，但老尼爾森卻選擇了出任達拉斯小牛總經理，波波維奇只得自己出任馬刺總教練，從此也成為老尼爾森的難以戰勝的對手之一。同年是NBA創立五十週年，評選出了十大教練，老尼爾森位居其中。

## 任教小牛和退休

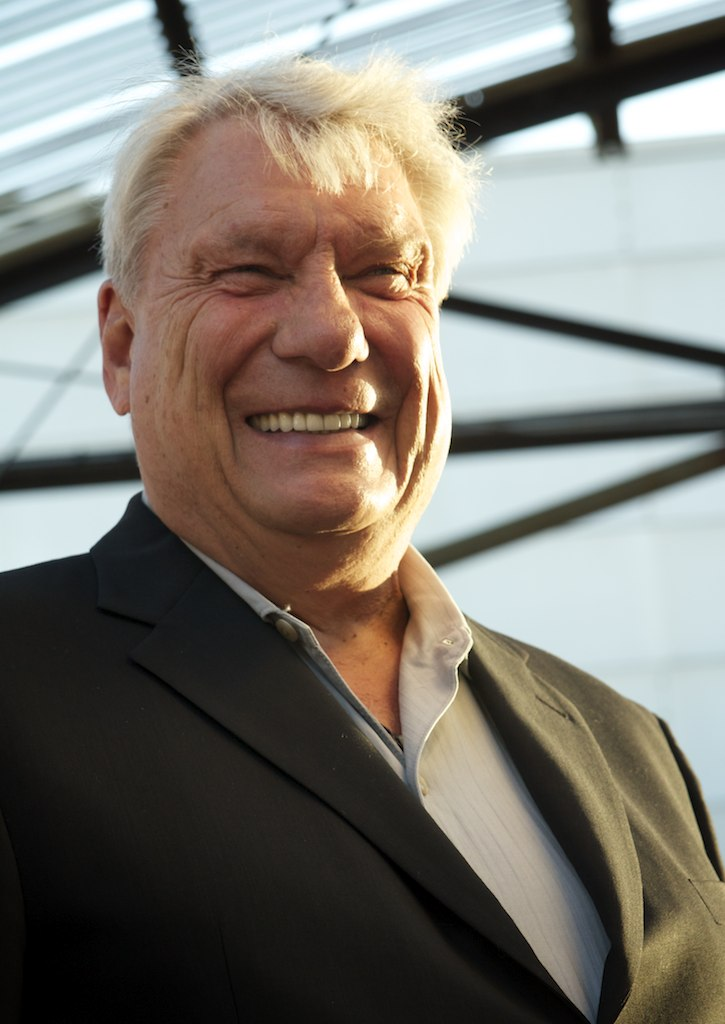
2015年的尼爾森

老尼爾森出任达拉斯小牛總經理一週之內，就大手筆的作了三名球員的交易，但交換來的三名球員後來基本沒有起上用場，這使得有的分析者認為這是老尼爾森為了趕走總教練所用的伎倆。1997-1998賽季打過16場之後，小牛隊戰績為4勝12負，總教練被解職，老尼爾森出任小牛隊總教練，但在剩餘的56場戰績也並無進步（16勝50負）。在隨後的1998－1999賽季前選秀中，老尼爾森用對羅伯特·泰勒（Robert Taylor）的選擇權與公鹿隊換來帕特·格萊蒂（Pat Gritty）和當時尚無人知曉的德國球員德克·諾維茨基的選擇權，又用馬丁·穆瑟普、布巴·威爾斯加上一個第一輪選秀權和帕特·加里蒂的選秀權和太陽交換來年輕球員史蒂夫·納什。1999－2000年開始，老尼爾森任教的小牛在三劍客的率領下，成績開始飛騰。隨後四年小牛隊均超過50勝。
此時老尼爾森提出他最受爭議的戰術－砍鯊戰術（Hack-a-Shaq），即對於罰球命中率不高的球員，通過犯規讓其罰球來控制他的得分，這一理論提出後，聯盟各隊紛紛用這一戰術對付奧尼爾。此戰術一出，學院派教練如拉里·布朗堅決表示反對，奧尼爾更是直指老尼爾森招法卑鄙，完全是小丑的行為。隨後老尼爾森被查出患有前列腺癌，手術治療後重返賽場，正趕上對湖人的比賽，老尼爾森就帶上了小丑用的紅鼻頭，歐尼爾見了大笑，把紅鼻頭拿下來戴到自己鼻子上。
老尼爾森於2001年12月29日取得了執教生涯中的第1000場勝利，成為蘭尼·威爾肯斯和帕特·萊利之後的第三個千勝教練（如將ABA成績計算入內，則拉里·布朗是第三，老尼爾森第四）。
2002－2003賽季小牛隊表現十分出色，老尼爾森生平第二次拿到60勝，且淘汰主將韋伯受傷缺陣的沙加緬度國王殺入西部聯盟決賽，對手正是波波維奇執教的馬刺隊，但小牛主將諾維茨基隨即受傷，小牛以2：4被淘汰。2003－2004賽季小牛隊在季後賽第一輪被國王隊以1：4淘汰後，很多人開始批評老尼爾森的推崇進攻忽略防守的戰術使得他所執教過的球隊都無法在季後賽走的太遠。這使得老尼爾森邀請即將退役的艾弗裡·約翰遜（Avery Johnson）進入小牛教練組任助理教練，和哈里斯共同負責球隊的防守問題。2004－2005賽季，老尼爾森開始有意識觀察強森的執教能力，並大為讚賞。最終在3月宣佈辭職，由強森接任總教練，賽季結束後，老尼爾森辭去小牛隊總經理職務由其子小尼爾森（Donnie Nelson）接任。

## 重出江湖
在老尼爾森賦閒後舉辦的告別晚宴上，老友波波維奇被邀請演講，他卻問了一個問題：「為什麼我們今天會在這兒？」 隱喻他不相信老尼爾森會徹底退休。後來曾傳出他要接任國王等隊的消息，但他均否認。2006年老尼爾森果然不出大家意料，接受出任金州勇士隊總經理、和前旗下明星球員及好友克里斯·穆林的邀請，再次出任金州勇士的總教練，目標是帶領勇士隊重新衝進已經13年沒有進入的季後賽。在他培養下，上賽季默默無名的安德里斯·比耶德林斯本賽季場均已接近雙10，而新秀蒙塔·艾利斯也成為最佳進步獎的重要競爭者。另外他故伎重施，將隊內不符合他的戰術體系卻有著高薪合同的特羅伊·墨菲和小迈克·邓利维與印第安纳步行者的艾尔·哈林顿進行了交換。經過磨合期後，球隊戰績漸見起色，並且愈戰愈勇，在最後十場例行賽中取得九勝。例行賽最後一場，勇士隊以120:98的分數擊敗波特兰开拓者，從後趕上取得西區最後一個季後賽席位，完成季前的承諾：帶領球隊重返闊別13年的季後賽。更出人意料地在首輪以4比2的總比分淘汰了常規賽戰績最佳的老東家达拉斯小牛，老尼爾森的魔法再次讓世人大吃一驚。最終在西區第二輪以1：4總比分輸給犹他爵士結束今年球季。

## 特殊事蹟
克里斯·穆林新秀賽季取得成功之後的卻深陷酗酒惡習之中，老尼爾森教練幫助穆林成功的從酒精中擺脫出來。
目前老尼爾森住在夏威夷州的茂宜島上，開了一座農場養花蒔卉，種咖啡、大麻；陪在他身邊的是曾經身為球員時客場賽後一夜風流生下的女兒。

## NBA
| † | 表示尼爾森奪得NBA總冠軍的賽季 |
| * | 領銜全聯盟                    |

### 例行賽
| Year     | Team           | GP   | MPG  | FG%   | FT%  | RPG | APG | STL | BLK | PPG  |
| -------- | -------------- | ---- | ---- | ----- | ---- | --- | --- | --- | --- | ---- |
| 1962-63  | 芝加哥西風     | 62   | 17.3 | .440  | .729 | 4.5 | 1.2 | –   | –   | 6.8  |
| 1963-64  | 洛杉磯湖人     | 80   | 17.6 | .418  | .741 | 4.0 | 1.0 | –   | –   | 5.2  |
| 1964-65  | 洛杉磯湖人     | 39   | 6.1  | .424  | .769 | 1.9 | 0.6 | –   | –   | 2.4  |
| 1965–66† | 波士頓塞爾提克 | 75   | 23.5 | .439  | .684 | 5.4 | 1.1 | –   | –   | 10.2 |
| 1966-67  | 波士頓塞爾提克 | 79   | 15.2 | .446  | .742 | 3.7 | 0.8 | –   | –   | 7.5  |
| 1967-68† | 波士頓塞爾提克 | 82   | 18.3 | .494  | .728 | 5.3 | 1.3 | –   | –   | 10.0 |
| 1968-69† | 波士頓塞爾提克 | 82   | 21.6 | .485  | .776 | 5.6 | 1.1 | –   | –   | 11.6 |
| 1969-70  | 波士頓塞爾提克 | 82   | 27.1 | .501  | .775 | 7.3 | 1.8 | –   | –   | 15.4 |
| 1970-71  | 波士頓塞爾提克 | 82   | 27.5 | .468  | .744 | 6.9 | 1.9 | –   | –   | 13.9 |
| 1971-72  | 波士頓塞爾提克 | 82   | 25.4 | .480  | .788 | 5.5 | 2.3 | –   | –   | 13.8 |
| 1972-73  | 波士頓塞爾提克 | 72   | 19.8 | .476  | .846 | 4.4 | 1.4 | –   | –   | 10.8 |
| 1973-74† | 波士頓塞爾提克 | 82   | 21.3 | .508  | .788 | 4.2 | 2.0 | 0.2 | 0.2 | 11.5 |
| 1974-75  | 波士頓塞爾提克 | 79   | 26.0 | .539* | .827 | 5.9 | 2.3 | 0.4 | 0.2 | 14.0 |
| 1975-76† | 波士頓塞爾提克 | 75   | 12.6 | .462  | .789 | 2.4 | 1.0 | 0.2 | 0.1 | 6.4  |
| 職業生涯 | 職業生涯       | 1053 | 20.6 | .480  | .765 | 4.9 | 1.4 | 0.3 | 0.1 | 10.3 |

### 季後賽
| Year     | Team           | GP  | MPG  | FG%  | FT%   | RPG | APG | STL | BLK | PPG  |
| -------- | -------------- | --- | ---- | ---- | ----- | --- | --- | --- | --- | ---- |
| 1964     | 洛杉磯湖人     | 5   | 11.2 | .538 | 1.000 | 2.6 | 0.4 | –   | –   | 3.4  |
| 1965     | 洛杉磯湖人     | 11  | 19.3 | .453 | .760  | 5.4 | 1.7 | –   | –   | 6.1  |
| 1966†    | 波士頓塞爾提克 | 17  | 18.6 | .424 | .808  | 5.0 | 0.8 | –   | –   | 8.4  |
| 1967     | 波士頓塞爾提克 | 9   | 15.8 | .458 | .588  | 4.7 | 1.0 | –   | –   | 7.1  |
| 1968†    | 波士頓塞爾提克 | 19  | 24.6 | .520 | .743  | 7.5 | 1.7 | –   | –   | 12.5 |
| 1969†    | 波士頓塞爾提克 | 18  | 19.3 | .518 | .833  | 4.6 | 1.2 | –   | –   | 12.4 |
| 1972     | 波士頓塞爾提克 | 11  | 28.0 | .525 | .854  | 5.5 | 1.9 | –   | –   | 13.2 |
| 1973     | 波士頓塞爾提克 | 13  | 23.3 | .465 | .875  | 2.9 | 1.2 | –   | –   | 11.0 |
| 1974†    | 波士頓塞爾提克 | 18  | 25.9 | .500 | .774  | 5.4 | 1.9 | 0.4 | 0.2 | 11.4 |
| 1975     | 波士頓塞爾提克 | 11  | 24.9 | .564 | .902  | 4.1 | 2.4 | 0.2 | 0.2 | 15.4 |
| 1976†    | 波士頓塞爾提克 | 18  | 17.5 | .481 | .870  | 2.9 | 0.9 | 0.2 | 0.1 | 9.1  |
| 職業生涯 | 職業生涯       | 150 | 21.4 | .498 | .817  | 4.8 | 1.4 | 0.3 | 0.1 | 10.5 |

## 執教成績
| 隊伍 | 年份    | 常規賽 | 常規賽 | 常規賽 | 常規賽 | 常規賽           | 季後賽       |
| 隊伍 | 年份    | 比賽   | 勝     | 負     | 勝率   | 排名             | 季後賽       |
| ---- | ------- | ------ | ------ | ------ | ------ | ---------------- | ------------ |
| MIL  | 1976-77 | 64     | 27     | 37     | .421   | 中西賽區第六名   | 未進入       |
| MIL  | 1977-78 | 82     | 44     | 38     | .537   | 中西賽區第二名   | 第二轮失利   |
| MIL  | 1978-79 | 82     | 38     | 44     | .463   | 中西賽區第四名   | 未進入       |
| MIL  | 1979-80 | 82     | 49     | 33     | .598   | 中西賽區第一名   | 第二轮失利   |
| MIL  | 1980-81 | 82     | 60     | 22     | .732   | 中央賽區第一名   | 第二轮失利   |
| MIL  | 1981-82 | 82     | 55     | 27     | .671   | 中央賽區第一名   | 第二轮失利   |
| MIL  | 1982-83 | 82     | 51     | 31     | .622   | 中央賽區第一名   | 東區決賽失利 |
| MIL  | 1983-84 | 82     | 50     | 32     | .610   | 中央賽區第一名   | 東區決賽失利 |
| MIL  | 1984-85 | 82     | 59     | 23     | .720   | 中央賽區第一名   | 第二轮失利   |
| MIL  | 1985-86 | 82     | 57     | 25     | .695   | 中央賽區第一名   | 東區決賽失利 |
| MIL  | 1986-87 | 82     | 50     | 32     | .610   | 中央賽區第三名   | 第二轮失利   |
| GSW  | 1988-89 | 82     | 43     | 39     | .539   | 太平洋賽區第四名 | 第二轮失利   |
| GSW  | 1989-90 | 82     | 37     | 45     | .451   | 太平洋賽區第二名 | 未進入       |
| GSW  | 1990-91 | 82     | 44     | 38     | .539   | 太平洋賽區第六名 | 第二轮失利   |
| GSW  | 1991-92 | 82     | 43     | 39     | .539   | 太平洋賽區第三名 | 第二轮失利   |
| GSW  | 1992-93 | 82     | 43     | 39     | .539   | 太平洋賽區第四名 | 未進入       |
| GSW  | 1993-94 | 82     | 43     | 39     | .539   | 太平洋賽區第五名 | 第一轮失利   |
| GSW  | 1994-95 | 45     | 14     | 31     | .311   |                  | 開除         |
| NYK  | 1995-96 | 59     | 34     | 25     | .576   |                  | 辭職         |
| DAL  | 1997-98 | 66     | 16     | 50     | .242   | 中西賽區第五名   | 未進入       |
| DAL  | 1998-99 | 50     | 19     | 31     | .380   | 中西賽區第五名   | 未進入       |
| DAL  | 1999-00 | 82     | 40     | 42     | .488   | 中西賽區第四名   | 未進入       |
| DAL  | 2000-01 | 82     | 53     | 29     | .646   | 中西賽區第二名   | 第二轮失利   |
| DAL  | 2001-02 | 82     | 57     | 25     | .695   | 中西賽區第二名   | 第二轮失利   |
| DAL  | 2002-03 | 82     | 60     | 22     | .732   | 中西賽區第一名   | 西區決賽失利 |
| DAL  | 2003-04 | 82     | 52     | 30     | .634   | 中西賽區第三名   | 第一轮失利   |
| DAL  | 2004-05 | 64     | 42     | 22     | .656   |                  | 辭職         |
| GSW  | 2006-07 | 82     | 42     | 40     | .512   | 太平洋賽區第三名 | 第二轮失利   |
| GSW  | 2007-08 | 82     | 48     | 34     | .585   | 太平洋賽區第三名 | 未進入       |
| GSW  | 2008-09 | 82     | 29     | 53     | .357   | 太平洋賽區第三名 | 未進入       |
| GSW  | 2009-10 | 82     | 26     | 56     | .317   | 太平洋賽區第四名 | 未進入       |
| 總計 | 總計    | 2398   | 1335   | 1063   | .557   |                  |              |